# Philibert Milliet de Faverges
Pour les articles homonymes, voir Philibert Milliet.
Philibert Milliet, dit communément Philibert Milliet de Faverges (en italien Filiberto Milliet de Faverges), né au début du XVIIe siècle et mort le 15 septembre 1663, est un prélat savoyard du XVIIe siècle, évêque d'Aoste (1656-1658), puis d'Ivrée (1658-1663), issu de la famille Milliet.

## Biographie

Les armes de la famille Milliet se blasonnent ainsi : d'azur au chevron d'or, chargé d'un chevron de gueules, accompagné de trois « étoiles du second ».

### Origines
Philibert Milliet est le fils de François-Amédée Milliet, comte de Faverges, conseiller d'État, et de sa seconde épouse Diane Costa d'Arignano,. Son frère aîné, Paul Milliet (1599-1656), est évêque de Maurienne (1590-1624).
Il est le neveu de Philibert Milliet (1590-1624), évêque de Maurienne, puis archevêque de Turin.

### Carrière ecclésiastique
Chanoine régulier, il monte sur le siège d'Aoste, le 16 octobre 1656. Il est consacré à Rome par le Pape Alexandre VII lui-même. Le nouvel évêque entre à Aoste le 28 juin 1657. Avant son arrivée, le siège épiscopal d'Aoste était vacant depuis la mort de Mgr Jean-Baptiste Vercellin. Le duc de Savoie fait le choix d'un membre d'une famille savoyarde de langue française pour cette nomination, tout comme pour son successeur, Antoine Philibert Albert Bailly, originaire de Gruffy. 
Il est toutefois nommé sur le siège d'Ivrée dès le 26 juillet 1658 et quitte Aoste en septembre. Il prend possession du diocèse d'Ivrée en novembre 1658.
Philibert Milliet meurt le 15 septembre 1663.